# Grand Prix der Volksmusik 2010
Der 25. Grand Prix der Volksmusik fand am 28. August 2010 in Wien (Österreich) statt. Teilnehmerländer waren wie in den Vorjahren Deutschland, Österreich, die Schweiz und Südtirol. Es war die bislang letzte Ausgabe dieser Musikveranstaltung.
Die schweizerische Vorentscheidung fand am 1. Mai 2010, die südtirolische am 21. Mai 2010 in Algund und die österreichische am 22. Mai 2010 statt. In Deutschland wurde auf einen öffentlichen Vorentscheid im Fernsehen verzichtet, stattdessen fiel die Entscheidung intern: Es wurden zunächst fünfzehn Lieder ausgewählt, aus denen wiederum vier Beiträge für das Finale auserkoren wurden. Trotz des Verzichts auf einen offenen Vorentscheid wurden die fünfzehn „Finalisten“ auf einer CD als Kompilation veröffentlicht, so wie auch zu den anderen Vorentscheiden Alben erschienen sind.
Das Finale wurde am 28. August 2010 aus Wien vom ORF im Rahmen einer Eurovisionssendung übertragen und vom ZDF, vom Schweizer Fernsehen (SF) und von der RAI Bozen übernommen. Die Sendung wurde von Marc Pircher moderiert. Zur Finalveranstaltung erschien ein Album mit den Beiträgen sämtlicher Finalteilnehmer, anlässlich der 25. Ausgabe enthielt dieses noch eine zweite CD mit allen bisherigen Siegertiteln. Auch im Rahmen der Show gab es eine Hommage an den Wettbewerb sowie dessen Erfinder Sepp Trütsch.

## Schweizer Vorentscheidung 2010
| Interpret                                      | Titel                                 | Komposition                                        | Libretto                    | Platz | Prozente |
| ---------------------------------------------- | ------------------------------------- | -------------------------------------------------- | --------------------------- | ----- | -------- |
| Stixi & Sonja mit Jodelclub Alpenblueme        | Bete zu unserem Herrgott              | Sonja Stixenberger                                 | Ursula Schneider            | 3     | 12,98    |
| Beatrice Egli                                  | Bring Schwung in dein Leben           | Philipp Mettler                                    | Patricia Stauber            | --    | --       |
| Nadine                                         | Ein bisschen Herz, ein bisschen Seele | Karl-Heinz Bereiter, Elmar Fürer, Heidrun Bereiter | Detto                       | --    | --       |
| Pläuschler mit Marcel Schweizer & Regina Engel | Ein Lied für die Welt                 | Martin Kohler                                      | Hanneliese Kreißl-Wurth     | --    | --       |
| Nicolas Senn                                   | Feuer und Flamme                      | Carlo Brunner, Philipp Mettler                     | ---                         | 1     | 15,72    |
| ChueLee                                        | Für die Liebe                         | Christian Duss                                     | Peter Wessely, Gaby Wessely | --    | --       |
| Patricia                                       | Ich will nie wieder 17 sein           | Uwe Altenried                                      | Peter Wessely               | --    | --       |
| Marleen                                        | Lass uns das heute genießen           | Andreas Prinz                                      | Hanneliese Kreißl-Wurth     | --    | --       |
| Original Voralpen-Express                      | Pfeif einfach drauf                   | Reinhard Wissiak                                   | Detto                       | 4     | 10,51    |
| Yasmine-Mélanie                                | Tränen gehören zum Leben              | Philipp Mettler                                    | Patricia Stauber            | 2     | 13,74    |
| Tomaros                                        | Träume in ihren Augen                 | Sonja Stixenberger                                 | Heiner Graf                 | --    | --       |
| Seestern Quintett                              | Was wär                               | Edith Jörg                                         | Ursula Schneider            | --    | --       |

## Deutsche Vorentscheidung 2010
| Interpret                                | Titel                                     | Komposition                                        | Libretto                    |
| ---------------------------------------- | ----------------------------------------- | -------------------------------------------------- | --------------------------- |
| Die Bergkameraden                        | Cantata di Montagna                       | Herrmann Weindorf                                  | Renate Stautner             |
| Liane                                    | Das nenn’ ich Glück                       | Team Musica                                        | Hanneliese Kreissl-Wurth    |
| Angela Wiedl                             | Der liebe Gott der macht das schon        | Ralph Siegel                                       | Robert Jung                 |
| Die Forstenrieder Buam                   | Drah Di no oama’nach mir um               | Peter Michael                                      | Monicy Barry                |
| Sven Skutnik                             | Hast Du schon was vor                     | Rudolf Müssig, Christoph Leis-Bendorff             | wie Komp.                   |
| Münchner Zwietracht                      | Heute feiern wir                          | Ralf Rudnik                                        | wie Komp.                   |
| Captain Cook & seine singenden Saxophone | Ich möcht’ noch einmal meine Heimat seh’n | Günther Behrle                                     | ---                         |
| Brugger Buam                             | I hab’ an Regenbogen g’sehn               | Willy M. Willmann                                  | B. Vergeiner                |
| Belsy & Florian Fesl                     | I hab Di gern                             | Christoph Purtscheller, Mario Wolf, Franz Brachner | wie Komp.                   |
| Birgit Langer                            | Komm und fang mit mir den Sonnenschein    | Tommy Mustac                                       | Margot Rost                 |
| Benjamin Grund                           | Mutter Maria                              | Benjamin Grund                                     | Heiner Graf                 |
| Feller & Feller                          | Ohne Dich                                 | Bernd Wehner, Michael Schönmeier                   | Heidi Sarnow, Robert Angelo |
| Conny Singer                             | Sag ist das Leben nicht ein Wunder        | Klaus–Jürgen Herrmannsdörfer                       | Hans Greiner                |
| Alexandra Schmied                        | Sind so viele Sterne                      | Wolfgang G. Herrmann                               | Bernd Meinunger             |
| Dirk Schiefen                            | Trompetenglanz                            | Dirk Schiefen                                      | ---                         |

## Österreichische Vorentscheidung 2010
| Interpret                       | Titel                                | Komposition                                      | Libretto                                            | Platz | Prozent |
| ------------------------------- | ------------------------------------ | ------------------------------------------------ | --------------------------------------------------- | ----- | ------- |
| Leona & Swen                    | Diese Welt ist wunderschön           | Swen Fabian, Johann Lechner                      | Jutta Staudenmayer                                  | 10    | 4,09    |
| Edlseer                         | Halleluja                            | Andreas Steiner                                  | Ernst J. Schmidlechner, Thomas Köhn, Andy L. Lütolf | 5     | 7,52    |
| Die Grubertaler                 | Wenn, dann jetzt                     | Harald Willingshofer                             | Heiner Graf, Mathias Alexander                      | 4     | 7,58    |
| Manuel Berger                   | Sag zu mir „I love you“              | Alfons Weindorf                                  | Bernd Meinunger                                     | 13    | 2,46    |
| Hannah                          | Magst mi eh                          | Willy Michael Willmann                           | Josef Schönleitner                                  | 7     | 5,10    |
| Marco Ventre & Band             | Sehnsucht war gestern                | Andreas Martin Krause, Michael Buschjan          | Bernd Meinunger                                     | 1     | 19,11   |
| Sunnawend                       | De Liab is a traman                  | Hubert Dreier, Reinholf Certov, Roadhouse        | Hubert Dreier                                       | 15    | 1,26    |
| Die Hiatamadln                  | Flotte Buama braucht das Land        | Uwe Altenried                                    | Peter Wessely, Gaby Wessely                         | 11    | 3,09    |
| Marlena Martinelli              | Komm doch verführ mich               | Allessa, Harald Fendrich                         | wie Komp.                                           | 6     | 7,17    |
| Renate                          | A neues Leben                        | Renate Holzer, Mike Neumayr, Manfred Schiffinger | Renate Holzer                                       | 14    | 2,29    |
| Junge Paldauer                  | A Bass, a Gitarr und a Ziehharmonika | Manfred Gradwohl                                 | Hanneliese Kreißl-Wurth                             | 2     | 18,83   |
| Joe Gehvira mit die Schmidinger | ‘s Binkerl                           | Johannes Kreißl                                  | wie Komp.                                           | 8     | 5,07    |
| Mosaik                          | Auf amal wirds hell                  | Hannes Marold                                    | Dagmar Obernosterer                                 | 12    | 2,46    |
| Leona Anderson                  | Bitte gib gut auf mich acht          | Ray Watts                                        | Ray Watts, Leona Anderson                           | 9     | 5,06    |
| Die Wörtherseer                 | Komm tanzen, mi amor                 | Oliver Corvino                                   | Heiner Graf                                         | 3     | 8,90    |

## Südtiroler Vorentscheidung 2010
| Interpret                                              | Titel                                     | Komposition                                        | Libretto                              | Platz | Prozent |
| ------------------------------------------------------ | ----------------------------------------- | -------------------------------------------------- | ------------------------------------- | ----- | ------- |
| Alex Pezzei & die Grödner Alphornbläser                | A Narrischer, a Boarischer                | Marco Diana                                        | Adele Fink                            | 3     | 10,36   |
| Rudy Giovannini & Die Vinschger mit Coro Monti Pallidi | Das Wunder von Lourdes                    | Marco Diana, Fabio Omero                           | wie Komp.                             | --    | --      |
| Patrick & seine Freunde                                | Der einsame Junge                         | Hans Laurin                                        | Hans Laurin, Richard Perkmann         | --    | --      |
| Dolomitenecho                                          | Der Herrgott wacht                        | Christoph Purtscheller, Mario Wolf, Franz Brachner | wie Komp.                             | --    | --      |
| Steffen Jürgens                                        | Du bist die Blume meines Lebens           | Steffen Jürgens, Guizzo Markus                     | wie Komp.                             | --    | --      |
| Luis Moser                                             | Ein Engel stand am Weg                    | Günther Behrle                                     | wie Komp.                             | --    | --      |
| Geschwister Niederbacher                               | Ein Lied für Mama                         | Werner Gartner                                     | wie Komp.                             | 2     | 11,63   |
| s’Kleeblattl                                           | Ich lieb die Heimat mein schönes Südtirol | Adolf Lechner                                      | Walter Kutt                           | --    | --      |
| Michael Fischnaller                                    | Ich seh’s in deinen Augen                 | Michael Fischnaller                                | wie Komp.                             | --    | --      |
| Maria Sulzer & die Londsleit                           | Servus Südtirol                           | Josef und Melanie Wiedmann                         | Walter Kutt                           | --    | --      |
| Arno Adler                                             | So hat des mei Vater g’macht              | Andreas Prinz, Johannes Gruber                     | Hanneliese Kreißl-Wurth               | --    | --      |
| Die 4 Südtiroler                                       | Sonn und Schatten                         | Manuel Stix                                        | Ernst Schmidlechner, S.N. Rauter      | --    | --      |
| Die Bergdiamanten                                      | Teures Heimatland                         | Johann Scharf, Franz Steiner, Peter Seyfried       | wie Komp.                             | 4     | 9,72    |
| Sauguat                                                | Über dem Ortler                           | Marco Diana, Fabio Omero                           | Walter Kutt, Marco Diana, Fabio Omero | --    | --      |
| Volxrock                                               | Was macht das Edelweiß in meiner Supp’n   | Freddy Pfister                                     | Werner Gartner                        | 1     | 12,89   |

## Ergebnis des Finales
| Platz | Land | Interpret                                  | Titel                                   | Punkte |
| ----- | ---- | ------------------------------------------ | --------------------------------------- | ------ |
| 01.   | D    | Belsy & Florian Fesl                       | I hab di gern                           | 35     |
| 02.   | I    | Geschwister Niederbacher                   | Ein Lied für Mama                       | 33     |
| 03.   | D    | Die Bergkameraden                          | Cantata di Montagna                     | 30     |
| 04.   | CH   | Nicolas Senn                               | Feuer und Flamme                        | 29     |
| 04.   | A    | Marco Ventre & Band                        | Sehnsucht war gestern                   | 29     |
| 06.   | A    | Die Grubertaler                            | Wenn, dann jetzt                        | 26     |
| 07.   | CH   | Yasmine-Mélanie                            | Tränen gehören zum Leben                | 21     |
| 08.   | D    | Angela Wiedl                               | Der liebe Gott macht das schon          | 19     |
| 09.   | I    | Die Bergdiamanten                          | Teures Heimatland                       | 17     |
| 09.   | I    | Alex Pezzei & die Grödner Alphornbläser    | A Narrischer, a Boarischer              | 17     |
| 11.   | CH   | Stixi & Sonja mit dem Jodelclub Alpeblueme | Bete zu unserem Herrgott                | 16     |
| 12.   | A    | Junge Paldauer                             | A Bass, a Gitarr und a Ziehharmonika    | 13     |
| 13.   | A    | Die Wörtherseer                            | Komm tanzen, mi amor                    | 7      |
| 13.   | D    | Birgit Langer                              | Komm und fang mit mir den Sonnenschein  | 7      |
| 13.   | CH   | Original Voralpen Express                  | Pfeif einfach drauf                     | 7      |
| 16.   | I    | Volxrock                                   | Was macht das Edelweiß in meiner Supp'n | 6      |